# Película de monstruos

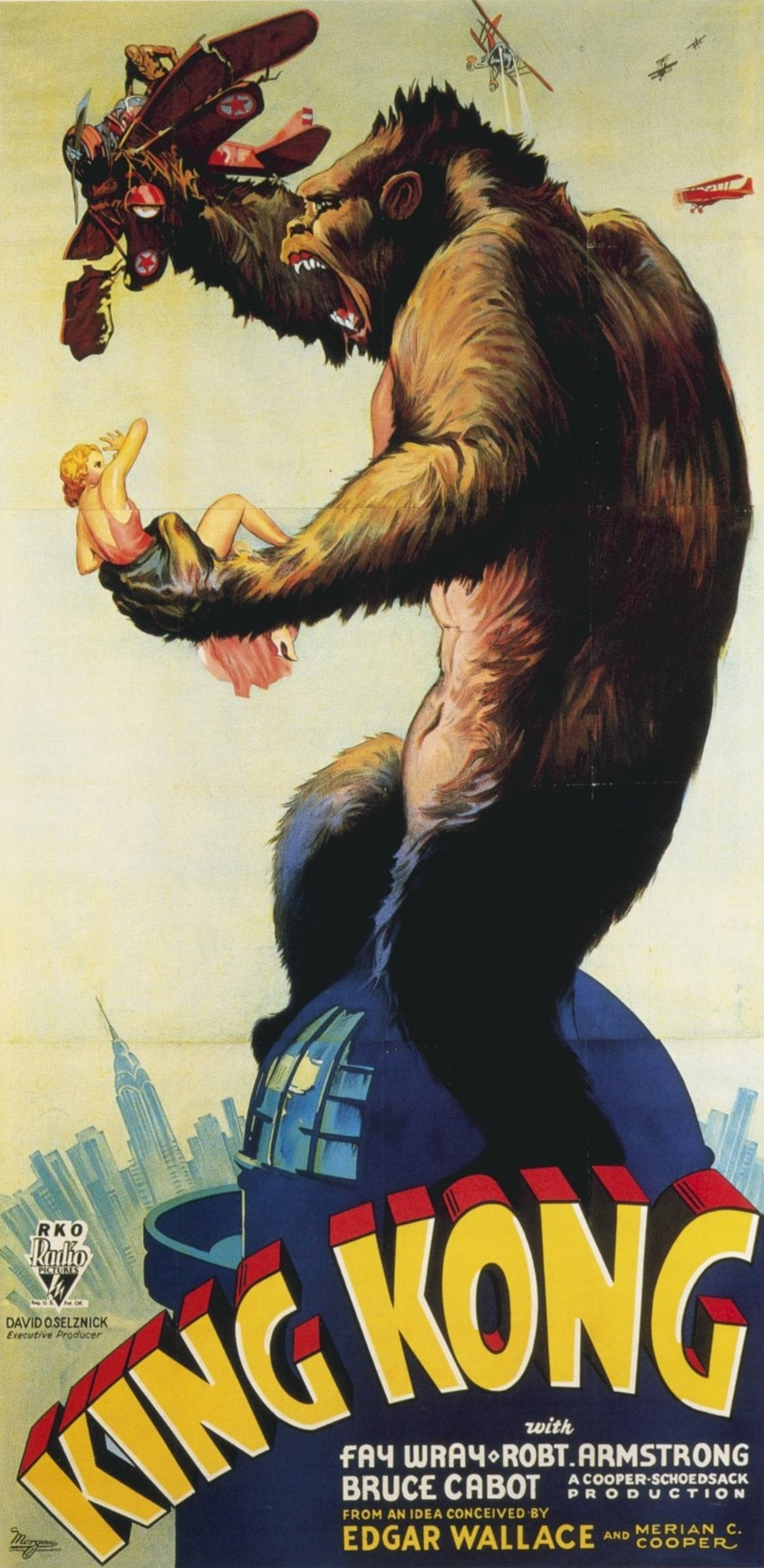
La película King Kong de 1933 fue uno de los primeros y más influyentes filmes de monstruos.

Una película de monstruos (también llamada película de criaturas o filme de monstruos) es aquella película que se centra alrededor de la lucha entre seres humanos y uno o más monstruos, o bien que los monstruos pelean del lado de los humanos. A pesar de que no hay una clasificación crítica del género con este nombre, el término se aplica usualmente a películas etiquetadas como del género de cine de terror, fantasía o cine de ciencia ficción que involucran a criaturas ficticias, en la mayoría de los casos se aplica a películas en las que figuran monstruos de enorme tamaño. En el cine de Japón, se refieren a tales monstruos como Kaiju. Típicamente, las películas de monstruos se diferencian de antagonistas más tradicionales en que muchos de ellos existen debido a circunstancias más allá de su control, sus acciones no se basan enteramente por su elección, usualmente haciéndolos objeto de empatía por parte de los espectadores.

## Historia
Los primeros largometrajes que incluyeron lo que se conoce como monstruos solían ser clasificadas como películas de horror o de ciencia ficción. La película muda alemana de 1915 El Golem, dirigida por Paul Wegener, es uno de los primeros ejemplos de película que incluía una criatura o monstruo. Siguiendo la tradición llegó otra alemana, la expresionista Nosferatu, eine Symphonie des Grauens, en 1922. En 1923, Universal Pictures lanza su súper joya: El jorobado de Notre Dame (película de 1923) estelarizada por Lon Chaney, quien en 1925 estelarizó El fantasma de la ópera (película de 1925). Fue en la década de los treinta, cuando los productores estadounidenses de películas de Monstruos clásicos de Universal comenzaron a producir películas del género más exitosas, usualmente basadas en cuentos góticos tales como Drácula y Frankenstein en 1931 de los Universal Studios, ambas influenciadas fuertemente por el cine expresionista alemán, seguidas por La momia (1932), El hombre invisible (1933), El hombre lobo (película de 1941), y Creature from the Black Lagoon en 1954. A pesar de ser clasificadas como películas de horror, incluían monstruos icónicos.

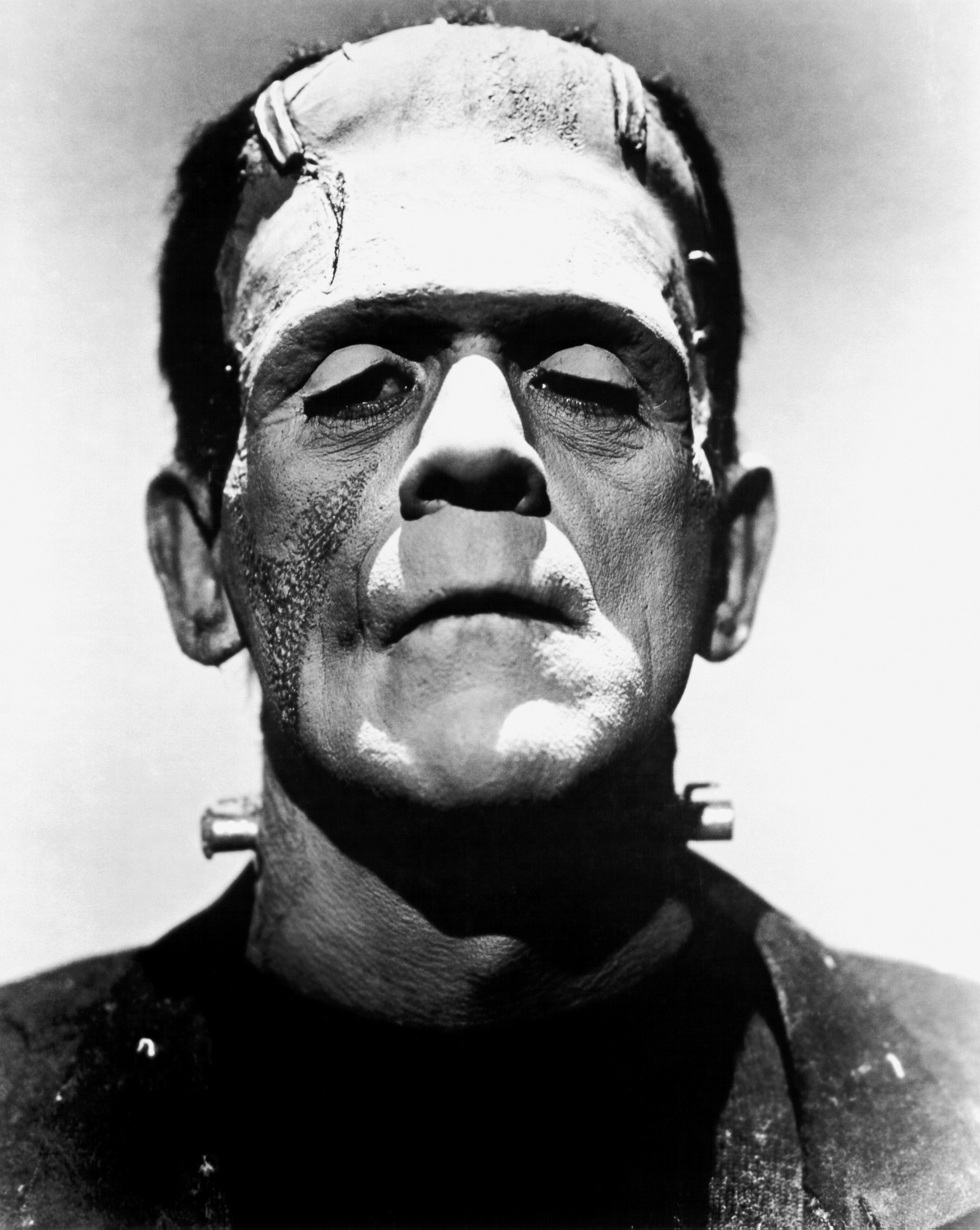
Boris Karloff caracterizado como Frankenstein (película de 1931).

Willis O'Brien, animador de efectos especiales, trabajó en la aventura de fantasía de 1925 El mundo perdido: basada en la novela homónima de Conan Doyle, presentaba dinosaurios, algo que se convertiría en la base de muchas futuras películas de monstruos. Previamente ya había creado los primeros dinosaurios para el cine en las películas, de las que también fue director, The dinosaur and the missing link (1917) y The ghost of Slumber Mountain (1919). Comenzó a trabajar en una película similar conocida como Creation en 1931, pero el proyecto nunca fue completado. Sin embargo, dos años después trabajó en los efectos especiales para la película de la RKO de 1933 King Kong, dirigida por Merian C. Cooper. Desde entonces, King Kong no solo se ha convertido en uno de los primeros y más famosos ejemplos del tradicional monstruo de película, sino que también se le considera un hito dentro de la historia del cine. El monstruo King Kong también se convirtió en un icono cultural, apareciendo en (o algo similar) muchas otras películas y otros medios desde entonces. Siguiendo su éxito, llegó la menos exitosa secuela El hijo de Kong ese mismo año.
King Kong fue la inspiración de muchas otras películas de su género y de aspirantes animadores. Un ejemplo notable fue Ray Harryhausen, quien habría de trabajar con Willis O’Brien en Mighty Joe Young en 1949. Después del reestreno de King Kong en 1952, Harryhausen después trabajaría en The Beast from 20,000 Fathoms en 1953. La película era acerca de un dinosaurio ficticio, Rhedosaurus, que era despertado del hielo congelado en el Círculo polar ártico por la prueba de una bomba atómica. Es considerada como la película que puso en marcha la ola de "películas con criaturas" de los años cincuenta y el concepto de asociar la paranoia nuclear con el género. Tales filmes de la época incluyeron Creature from the Black Lagoon (1954), Them! (1954), It Came from Beneath the Sea (1955), ¡Tarántula! (1955) y 20 Million Miles to Earth (1957).

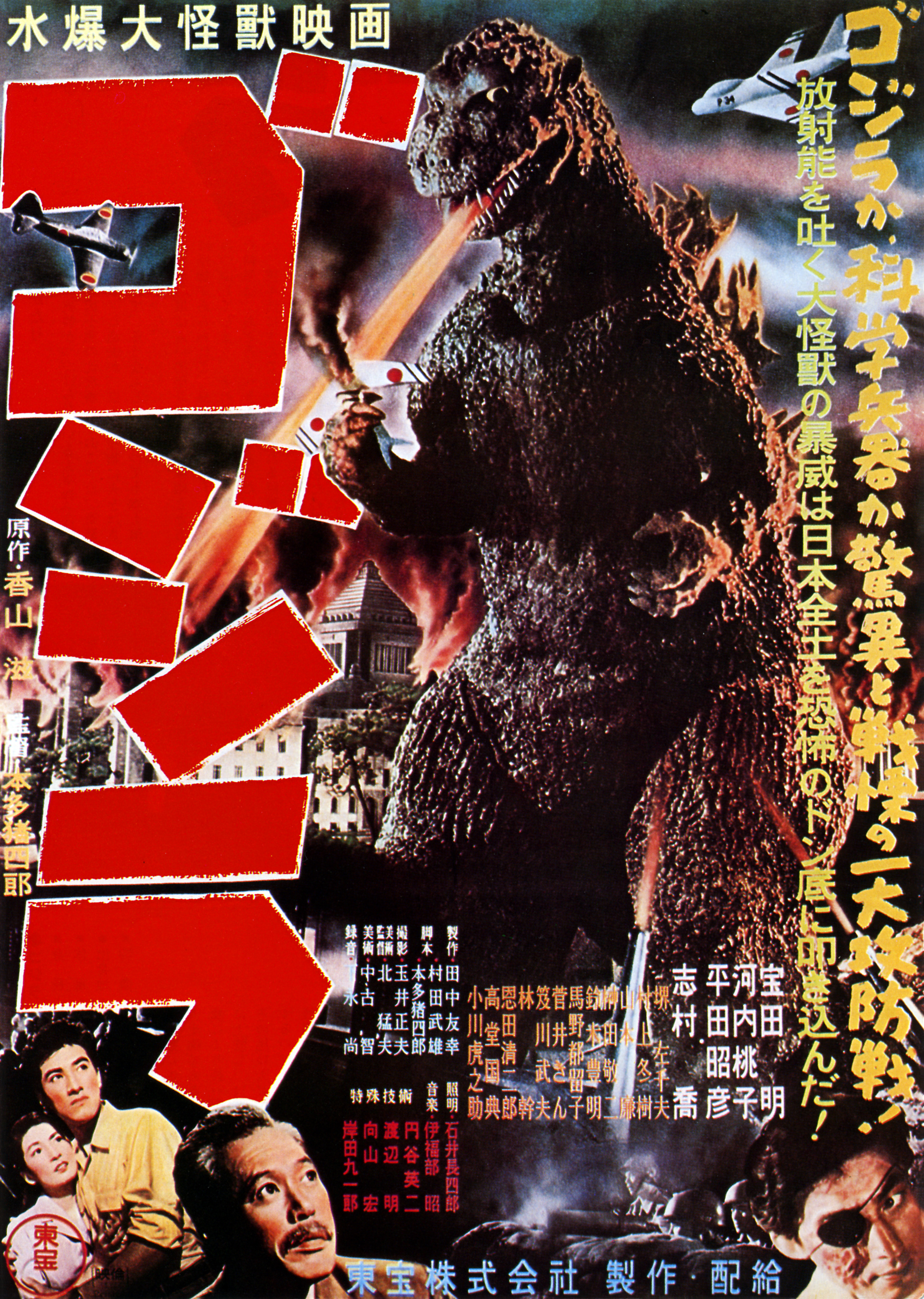
Godzilla.

Durante la década de los 1950, el concepto nuclear de The Beast from 20,000 Fathoms junto con eventos históricos reales ayudaron al estudio de cine Tōhō a producir su primer filme exitoso de corte Kaiju, Godzilla, de 1954, el cual ha aparecido en 28 películas y, al igual que King Kong, ha aparecido en muchos otros formatos del medio y se ha convertido en uno de los monstruos más reconocibles del cine. En 1965, el estudio japonés Kadokawa Pictures comenzó su propia franquicia Kaiju para rivalizar la serie de Toho con Godzilla, en la forma de Gamera.
Ray Harryhausen continuó trabajando en un número de películas de monstruos tales como The Valley of Gwangi (1969), mientras que Toho continuaba produciendo películas de Godzilla y otras películas kaiju como Mothra (1961).
En la década de 1970, el director John Guillermin volvió a hacer King Kong en 1976. En 1975, Steven Spielberg dirigió la obra de suspenso Tiburón, aunque los críticos la consideran como un “thriller”, presenta a un enorme tiburón blanco. La primera aparición de un alienígena xenoforme fue en 1979 en la película de ciéncia-ficción/horror Alien, el octavo pasajero, del director Ridley Scott.
Durante la década de los ochenta, muchas películas de monstruos se involucraron más con elementos de comedia como Q - The Winged Serpent y Tremors. Justo antes de la revolución que causaría los efectos digitales ahora posibles gracias a las técnicas de imagen generada por ordenador, la última generación de artistas de efectos especiales nos impresionó con la calidad y el realismo de sus creaciones: Rick Baker, Stan Winston y Kevin Yagher están entre los más destacados. El vídeo musical de Michael Jackson -también cortometraje- Thriller (1983), dirigido por John Landis, famoso por su filme  (Un hombre lobo americano en Londres) y producido por George Folsey Jr, se asemeja a un musical de terror al aparecer monstruos clásicos del género como el hombre lobo y los zombis. Su making-of, Making Michael Jackson's Thriller, llegó a ser el video más vendido de la historia con un total de nueve millones de copias.
Las películas de monstruos recientemente han re-emergido para una audiencia más amplia. Una nueva versión estadounidense de Godzilla fue hecha en 1998, pero el "Godzilla" presentado en esa película era considerablemente diferente que el Godzilla de Toho (tanto que ha sido oficialmente decretado por Toho como un monstruo enteramente distinto) y a la mayoría de los fanáticos de Godzilla les desagradó la película. En 2004, Godzilla fue jubilado temporalmente después de Godzilla: Final Wars, hasta la adaptación norteamericana del 2014, la cual cuenta con una corta participación de Bryan Cranston. En 2002, una película de monstruos francesa Brotherhood of the Wolf se convirtió en la segunda película más taquillera en idioma francés en los Estados Unidos de las últimas dos décadas. El director Peter Jackson, inspirado por el original King Kong y las películas de Ray Harryhausen, volvió a hacer King Kong en 2005, el cual gozó de éxito tanto crítico como comercial. En 2006, una película de monstruos de Corea del Sur, The Host, involucró sobretonos obviamente políticos.
La reciente película de monstruos del 2008, Cloverfield, mientras que la trama corre por la vena de las tradicionales películas de monstruos se ha dicho que también echa un vistazo al terrorismo y la era post-9/11.
La siguiente película de monstruos es: Pacific Rim, estrenada en el 2013.
Le sigue Age of Dinosaurs, estrenada en 2013 por la compañía estadounidense THE ASYLUM.
En 2014, Warner Bros y Legendary Pictures estrenaron Godzilla, una nueva versión del clásico Kaiju con la intención de relanzar una franquicia del conocido monstruo. El director Gareth Edwards prometió que la película iba a recuperar la esencia de la criatura con una vuelta de la franquicia a los orígenes oscuros y nucleares de la película original, añadiéndole componentes de actualidad como la preocupación por el medio ambiente y una dramatización convincente de los personajes humanos.
Las películas de monstruos suben de categoría cuando en la 90ava entrega de los premios de la Academia (AMPAS), mejor conocidos como: los Premios Óscar, La forma del agua gana las estatuillas por mejor Óscar al mejor diseño de producción, mejor Partitura original, Óscar a la mejor película del 2018, y Óscar al mejor director (Guillermo del Toro): creador de fantásticos monstruos en exitosos filmes, como: Hellboy, Titanes del Pacífico, El laberinto del fauno, Mimic, y Cronos.